# Shona Rapira Davies
Shona Rapira Davies es una escultora y pintora neozelandesa, descendiente de maorís del iwi Ngāti Wai. Reside en la isla Gran Barrera.

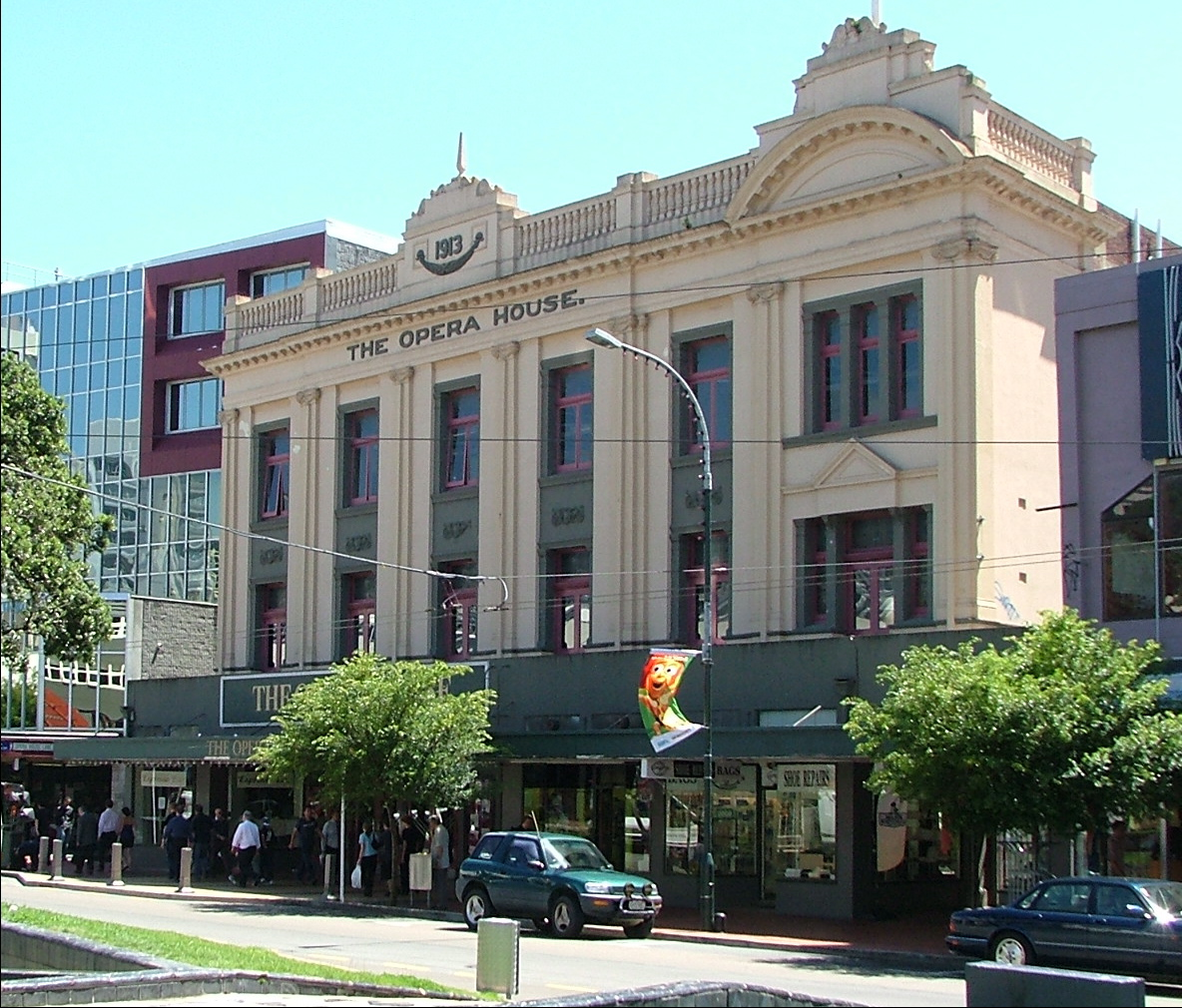
En el margen inferior izquierdo de la imagen aparece un fragmento del Parque Te Aro.

## Datos biográficos
Inició su formación en la Universidad de Auckland de Educación, con especialidad en arte, y más tarde en Dunedin en la Politécnica Otago, donde se graduó con un diploma en Bellas Artes en 1983. En 1989 fue galardonada con  la prestigiosa Beca Frances Hodgkins y una residencia para artistas indígenas en el Centro Banff de las Artes (Banff Centre) en Canadá.
Es famosa por su escultura de paisaje realizada por encargo en el Parque Aro  (también llamado Parque Pigeon) en el centro de Wellington. Su trabajo permanente de baldosas cerámicas está considerado una de las más exitosas esculturas públicas de Nueva Zelanda. Situado en un triángulo estrecho de espacio público, con vías adyacentes de intenso tráfico rodado y muy transitada por peatones, es un trabajo muy visible.
Expone asiduamente, tanto como escultora, como pintora. Rapira Davies está interesada en el incremento de poder de las mujeres maoríes, a pesar del racismo percibido (en una cultura Pākehā) y el sexismo (dentro de la estructura patriarcal de la organización tribal maorí). Ella utiliza su arte para hacer enfáticas declaraciones sobre las injusticias en contra de los maoríes.
Sus obras se encuentran en el Te Papa, y en la Galería de Arte de Auckland Toi o Tamaki (Auckland Art Gallery).